# Балтийская улица (Ломоносов)
Балти́йская улица — улица в городе Ломоносове Петродворцового района Санкт-Петербурга, в историческом районе Мартышкино. Проходит от Морской улицы до улицы Жоры Антоненко (фактически до последней не доходит 20 метров).

## История
Название известно с 1914 года. Дано по Балтийской линии Северо-Западных железных дорог, вдоль которой проходит. Первоначально Балтийская улица проходила от переулка Мусоргского до Нагорной улицы севернее современного расположения. По современной трассе проходит с 1950-х годов. Рядом существовал Балтийский переулок (ныне улица Репина).

## Описание
Возле дома 5 отсутствует 50-метровый участок, а между Нагорной и Лесной улицами — 230-метровый (в последнем случае это связано с расположением Мартышкина ручья). До улицы Жоры Антоненко не доходит 20 метров из-за высокой насыпи к путепроводу, по которому улица Жоры Антоненко пересекает железную дорогу.

## Перекрёстки
- Морская улица
- переулок Мусоргского
- Щукин переулок
- Кривая улица
- улица Репина
- Кирочная улица
- Новая улица